# Конвенция о рабстве
Конвенция о рабстве 1926 года — международный договор, созданный под эгидой Лиги Наций и подписанный 25 сентября 1926 года. Он был зарегистрирован в реестре Treaty Series 9 марта 1927 года и в тот же день вступил в силу. Цель Конвенции заключалась в том, чтобы подтвердить и ускорить подавление рабства и работорговли.

## Прелюдия
В Акте, принятом на Брюссельской конференции 1890 года подписавшие его стороны заявили, что они в равной степени воодушевлены твёрдым намерением положить конец торговле африканскими рабами. Брюссельский акт был дополнен и пересмотрен Конвенцией Сен-Жермен-ан-Ле, подписанной союзными державами по итогам Первой мировой войны 10 сентября 1919 года, в которой подписавшие его стороны обязались стремиться обеспечить полное подавление рабства во всех его формах и работорговли по суше и морю.
Временная комиссия по рабству была назначена Советом Лиги Наций в июне 1924 года. Комиссия была смешанной по своему составу, включая бывших колониальных губернаторов, а также представителя Гаити (государства, созданного в своё время рабами), и представитель Международной организации труда Фредерика Лугарда, ставшего британским представителем в комиссии.

## Значение
В Конвенции о рабстве 1926 года были установлены конкретные правила и статьи, направленные на пресечение рабства и работорговли.
Рабство было определено следующим образом:

1. Под рабством понимается положение или состояние лица, в отношении которого осуществляются некоторые или все полномочия, присущие праву собственности.

2. Под «работорговлей» понимаются и в неё включаются все действия, связанные с захватом, приобретением какого-либо лица или с распоряжением им с целью обращения его в рабство; все действия, связанные с приобретением раба с целью его продажи или обмена; все действия по продаже или обмену лица, приобретенного с этой целью, и вообще всякое действие по торговле или перевозке рабов какими бы то ни было транспортными средствами.— 

## Участники
По состоянию на 2013 год 99 стран подписали, присоединились, ратифицировали или иным образом взяли на себя обязательство участвовать в Конвенции (с поправками) и в её последующем Протоколе:
| Страна                           | Год  |
| -------------------------------- | ---- |
| Испания                          | 1927 |
| Австралия                        | 1953 |
| Великобритания                   | 1953 |
| Канада                           | 1953 |
| Либерия                          | 1953 |
| Новая Зеландия                   | 1953 |
| Швейцария                        | 1953 |
| ЮАР                              | 1953 |
| Австрия                          | 1954 |
| Афганистан                       | 1954 |
| Дания                            | 1954 |
| Египет                           | 1954 |
| Индия                            | 1954 |
| Италия                           | 1954 |
| Куба                             | 1954 |
| Мексика                          | 1954 |
| Монако                           | 1954 |
| Сирия                            | 1954 |
| Финляндия                        | 1954 |
| Швеция                           | 1954 |
| Греция                           | 1955 |
| Израиль                          | 1955 |
| Ирак                             | 1955 |
| Китай                            | 1955 |
| Нидерланды                       | 1955 |
| Пакистан                         | 1955 |
| Турция                           | 1955 |
| Филиппины                        | 1955 |
| Эквадор                          | 1955 |
| Белоруссия (как Белорусская ССР) | 1956 |
| Вьетнам                          | 1956 |
| Россия (в составе СССР)          | 1956 |
| США                              | 1956 |
| Албания                          | 1957 |
| Ливия                            | 1957 |
| Мьянма                           | 1957 |
| Норвегия                         | 1957 |
| Румыния                          | 1957 |
| Судан                            | 1957 |
| Венгрия                          | 1958 |
| Шри-Ланка                        | 1958 |
| Иордания                         | 1959 |
| Марокко                          | 1959 |
| Украина (как Украинская ССР)     | 1959 |
| Ирландия                         | 1961 |
| Нигерия                          | 1961 |
| Бельгия                          | 1962 |
| Сьерра-Леоне                     | 1962 |
| Танзания                         | 1962 |
| Алжир                            | 1963 |
| Гвинея                           | 1963 |
| Кувейт                           | 1963 |
| Непал                            | 1963 |
| Франция                          | 1963 |
| Мадагаскар                       | 1964 |
| Нигер                            | 1964 |
| Уганда                           | 1964 |
| Ямайка                           | 1964 |
| Малави                           | 1965 |
| Бразилия                         | 1966 |
| Мальта                           | 1966 |
| Тринидад и Тобаго                | 1966 |
| Тунис                            | 1966 |
| Монголия                         | 1968 |
| Маврикий                         | 1969 |
| Эфиопия                          | 1969 |
| Фиджи                            | 1972 |
| Германия                         | 1973 |
| Замбия                           | 1973 |
| Мали                             | 1973 |
| Саудовская Аравия                | 1973 |
| Лесото                           | 1974 |
| Багамские острова                | 1976 |
| Барбадос                         | 1976 |
| Сент-Винсент и Гренадины         | 1981 |
| Соломоновы Острова               | 1981 |
| Папуа - Новая Гвинея             | 1982 |
| Боливия                          | 1983 |
| Гватемала                        | 1983 |
| Камерун                          | 1984 |
| Бангладеш                        | 1985 |
| Кипр                             | 1986 |
| Мавритания                       | 1986 |
| Никарагуа                        | 1986 |
| Йемен                            | 1987 |
| Бахрейн                          | 1990 |
| Сент-Люсия                       | 1990 |
| Хорватия                         | 1992 |
| Босния и Герцеговина             | 1993 |
| Доминика                         | 1994 |
| Чили                             | 1995 |
| Азербайджан                      | 1996 |
| Киргизия                         | 1997 |
| Туркменистан                     | 1997 |
| Сербия                           | 2001 |
| Уругвай                          | 2001 |
| Черногория                       | 2006 |
| Парагвай                         | 2007 |
| Казахстан                        | 2008 |

## Дополнения
В Конвенцию были внесены поправки в соответствии с Протоколом, вступившим в силу 7 июля 1955 года.
Определение рабства было дополнительно уточнено и дополнено Дополнительной конвенцией 1956 года об упразднении рабства, работорговли и институтов и обычаев, сходных с рабством.